# Pierre-Augustin de Bourgues
Pierre-Augustin de Bourgues (1779-1849) est un médecin militaire et homme politique français. Il fut deux fois maire de Brest par intérim.

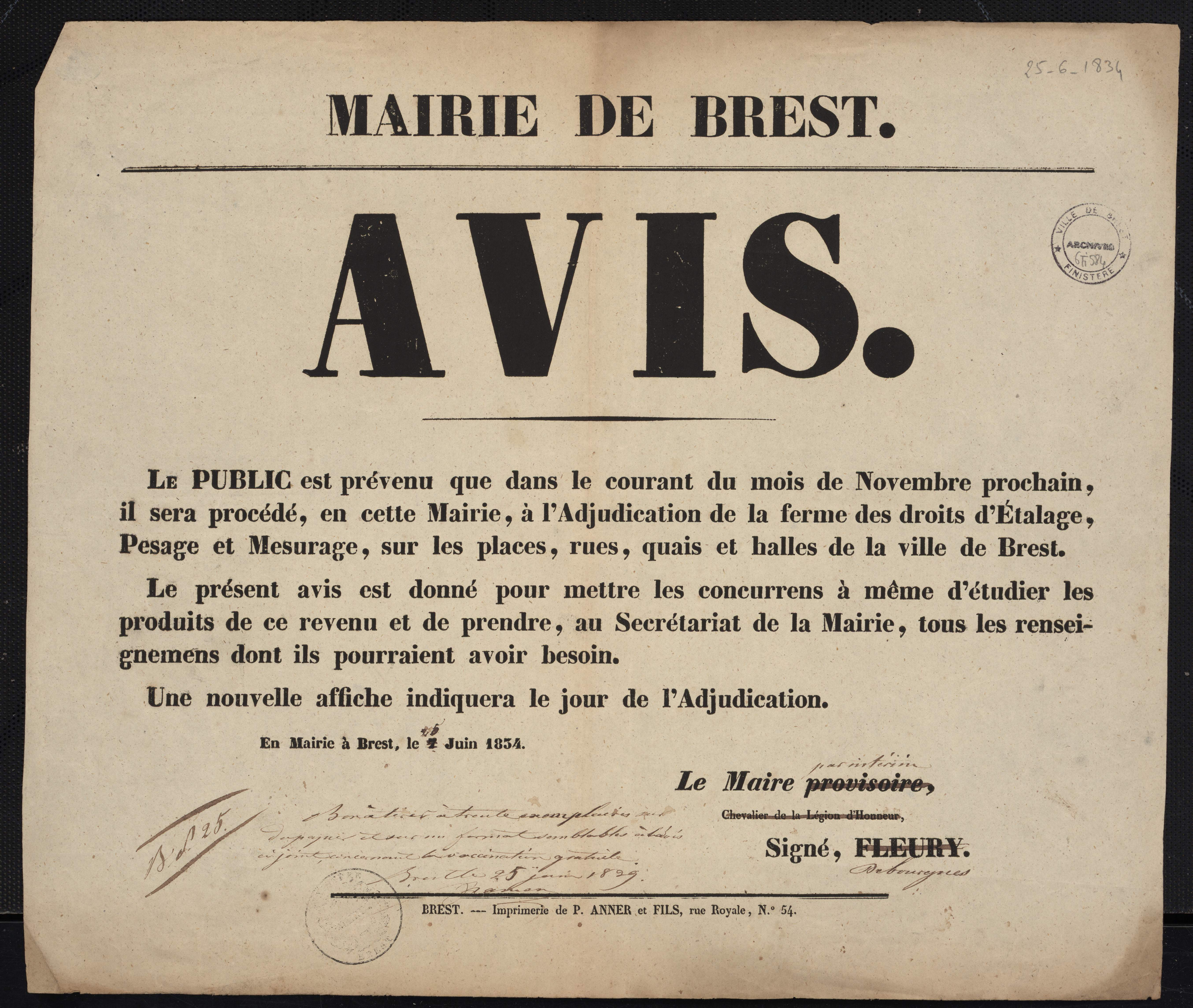
Avis signé par Pierre-Augustin de Bourgues, maire de Brest par intérim, le 6 juin 1834.

## Biographie
Pierre-Augustin de Bourgues, fils de Joseph Aimé de Bourgues, juge de paix à Nantes, et de Marie Anne Dargent, est né le 29 décembre 1779 à Nantes dans une famille d'origine espagnole de magistrats et de médecins, ayant donné un maire de Nantes (Jacques de Bourgues). 
Il est mort du choléra le 18 novembre 1849 à Brest.

### Carrière médicale
Il a été médecin maritime sur la frégate La Gloire à partir du 24 octobre 1803. Il a été fait prisonnier le 26 septembre 1806 et est resté 3 ans en captivité.
Il devient médecin civil à Recouvrance en 1814, administrateur de l'hospice civil de Brest. Il a combattu en particulier des épidémies de choléra en 1832 et en 1849, durant laquelle il est mort du choléra.

### Carrière politique
Il fut maire adjoint de Recouvrance et maire par intérim de Brest :
- du ?/07/1830 au 10/09/1830, lors des Trois Glorieuses, alors le maire, le baron Jean-Hilaire Barchou de Penhoën, et son premier adjoint avaient fui.
- du 15/05/1839 au 02/07/1839 en remplacement de Charles Fleury (pharmacien de marine, maire décédé)

Dans les années 1830, il a plusieurs fois remplacé le préfet en dirigeant le conseil d’arrondissement.